# Florence Henderson
Florence Agnes Henderson (Dale, 14 de fevereiro de 1934 - Los Angeles, 24 de novembro de 2016) foi uma atriz e cantora norte-americana com seis décadas de carreira. Teve um papel bem conhecido em A Família Sol, Lá, Si, Dó (1995). Florence também apareceu no filme 50 Tons de Preto em janeiro de 2016 (EUA) e março de 2016 (BR). Ela interpretou a Sra. Robinson, a professora de música na juventude de Christian Black (Marlon Wayans).
Florence Henderson se casou 2 vezes: com John Kappas (de 1987 a 2002), e Ira Bernstein (de 1956 a 1985). Tem 4 filhos : Barbara Bernstein, Elizabeth Bernstein, Robert Bernstein, Joseph Bernstein.
Os filhos de Henderson são todos do mesmo pai que é Ira Bernstein com quem Florence foi casada de 1956 a 1985.
Henderson  morreu na noite de quinta-feira, dia 24 de novembro de 2016, aos 82 anos, em decorrência de Insuficiência cardíaca . Florence estava internada desde o dia anterior após uma insuficiência cardíaca no hospital Cedars-Sinai, em Los Angeles.

## Filmografia
50 Tons de Preto (2016)
A Família Sol, Lá, Si, Dó (1995)
The Brady Bunch (1969-1974)
The Bradys (1990)
The Brady Bunch Hour (1976-1977)
The Surreal Life (2003-2006)ong of Norway (1970)
Song of Norway (1970)
Rachael vs. Guy : Celebrity Cook-Off (2012-2014)
Shakes the Clown (1991)